# Charles Le Goasguen
Pour les articles homonymes, voir Goasguen.
Charles Le Goasguen, né le 4 mai 1920 à Brest et mort le 5 juillet 1995 à Brest, est un militaire, Compagnon de la Libération et homme politique français.

## Biographie
Son père était avocat au barreau de Brest. Il suit des études secondaires au collège de Notre-Dame du Bon-Secours à Brest puis au collège Saint-Vincent de Rennes. Après le baccalauréat, il entre à la faculté de droit de Paris. La fin de sa première année de droit coïncide avec la débâcle de juin 1940 et le repli de la faculté de Paris à Rennes.
À Brest, du 15 au  17 juin 1940, il prend une part active, devant l'avancée allemande, à l'évacuation des troupes vers l'Angleterre.
Lui-même, en accord avec son père, décide de quitter la France pour rejoindre la Grande-Bretagne au moyen, successivement, d'un petit canot de pêche, d'un torpilleur de la Marine nationale et d'un vieux remorqueur qui le conduisent à Plymouth.
Engagé dans les Forces françaises libres dès son arrivée, il est affecté à l'escadron de cavalerie motorisée de Delville Camp puis à la 1re compagnie de chars de combat des FFL. Le  31 août 1940, il embarque avec son unité sur le Pennland à destination de Dakar. Après l'échec de l'opération, il débarque à Douala au Cameroun le  10 octobre 1940.
Il est alors conducteur de chars légers M39 quand il est désigné pour suivre les cours du peloton d'élève officier au camp Colonna d'Ornano à Brazzaville en 1941.
Ensuite, il est affecté au bataillon de marche no 7 (BM 7) à Bangui mais il démissionne de son grade en mai 1942 pour servir activement au Western Desert en Libye, au sein du groupe de reconnaissance 1 (GR 1) des spahis marocains du commandant Jourdier à Bardia. Au moment des combats d'El Alamein, en octobre 1942, il rejoint le groupe de reconnaissance 2 (GR 2). Promu sous-lieutenant le  1er décembre 1942, il prend part désormais à tous les combats avec le 1er régiment de marche de spahis marocains (1er RMSM).
En juin 1943, après la campagne de Tunisie, Charles Le Goasguen est promu lieutenant. Il se distingue au cours des opérations de Normandie au sein de la 2e DB, participe à la libération de Paris et prend le commandement, le 19 novembre 1944, à la veille de la libération de Strasbourg, du 1er escadron du 1er RMSM. Après la campagne d'Alsace, il termine la guerre en Allemagne, à Berchtesgaden, avec le grade de capitaine.
Il reste au 1er RMSM jusqu'au  30 juin 1947, puis reprend ses études de droit. En 1950, il s'inscrit comme avocat au barreau de Brest.
Conseiller municipal à Plougonvelin de 1959 à 1963, puis à Brest de 1963 à 1965, Charles Le Goasguen est député UNR du Finistère de 1962 à 1967.
Appelé alors par le général de Gaulle en personne, qui voulait placer à ce poste une personnalité connaissant l'Afrique, il dirige l'office de coopération et d'accueil universitaire chargé de gérer les étudiants étrangers boursiers de l'État français de 1968 à 1973. 
Administrateur de sociétés pétrolières jusqu'à la fin de 1979, date à laquelle il se retire à Brest où il crée l'« Association du Mémorial » de la 2e guerre mondiale. 
Charles Le Goasguen est décédé le 4 juillet 1995 à Brest. Il a été inhumé au cimetière de Plougonvelin.
Le 20 juillet 2013, une place de la commune de Plougonvelin reçoit son nom.

## Mandats nationaux
Député du Finistère (deuxième circonscription du Finistère à Brest), 2e législature 25/11/1962 - 02/04/1967 : Finistère – Union pour la nouvelle République – Union démocratique du travail

## Distinctions
- Officier de la Légion d'honneur
- Compagnon de la Libération par décret du 24 Mars 1945
- Commandeur de l'ordre national du Mérite
- Croix de guerre 1939–1945 (3 citations)
- Croix du combattant volontaire de la guerre de 1939–1945
- Croix du combattant volontaire de la Résistance
- Médaille coloniale avec agrafes : Libye, Tripolitaine, Tunisie 43, AFL
- Médaille commémorative des services volontaires dans la France libre
- Médaille commémorative française de la guerre 1939–1945
- Insigne des blessés militaires
- Presidential Unit Citation (USA)

## Sources
- Assemblée nationale
- Biographie sur le site de l'Ordre de la libération